# Ansvarsnämnden för djurens hälso- och sjukvård
Ansvarsnämnden för djurens hälso- och sjukvård är en svensk statlig förvaltningsmyndighet, som prövar frågor om disciplinpåföljd samt vissa andra frågor enligt lagen (2009:302) om verksamhet inom djurens hälso- och sjukvård. Myndigheten, som inrättades den 1 januari 2010 och ersatte Veterinära ansvarsnämnden, sorterar under Landsbygds- och infrastrukturdepartementet.

## Djurhälsopersonal
Med djurhälsopersonal avses i lagen om verksamhet inom djurens hälso- och sjukvård i huvudsak 
- legitimerade veterinärer,
- legitimerade djursjukskötare, och
- godkända hovslagare.

## Disciplinpåföljd
Om någon som tillhör djurhälsopersonalen uppsåtligen eller av oaktsamhet åsidosätter sina skyldigheter vid verksamhet inom djurens hälso- och sjukvård får disciplinpåföljd (erinran eller varning) åläggas.

## Återkallelse av legitimation och annan behörighet
Legitimation eller annan behörighet att utöva ett yrke enligt lagen om verksamhet inom djurens hälso- och sjukvård ska återkallas om bland annat om den legitimerade eller den som fått behörigheten varit grovt oskicklig vid utövning av sitt yrke inom djurens hälso- och sjukvård eller på annat sätt visat sig vara uppenbart olämplig att utöva yrket eller om han eller hon inte kan utöva yrket tillfredsställande på grund av sjukdom eller någon liknande omständighet.

## Ansvarsnämndens sammansättning
Ansvarsnämnden består av ordförande och sju andra ledamöter. Ordföranden ska vara eller ha varit ordinarie domare. Två ledamöter ska vara veterinärer. Övriga ledamöter utses bland personer som har erfarenhet från djurens hälso- och sjukvård och bland personer som har insikt i djurhållning samt bland personer som kan anses företräda allmänhetens intressen. Regeringen utser ordföranden, övriga ledamöter och, i den utsträckning det behövs, ersättare för dem.

## Handläggningen i ansvarsnämnden
Ärenden om disciplinpåföljd ska tas upp på anmälan av en tillsynsmyndighet eller av ägaren eller annan som har det eller de djur som saken gäller i sin vård. Har både Jordbruksverket och länsstyrelsen anmält ett ärende, för Jordbruksverket det allmännas talan vid ansvarsnämnden.
Frågor om återkallelse av legitimation och annan behörighet ska tas upp på anmälan av Jordbruksverket eller på ansökan av den som saken gäller.
Förfarandet hos ansvarsnämnden är skriftligt. Muntlig förhandling får dock förekomma när det kan antas vara till fördel för utredningen.